# تشابا هايند
تشابا هايند (بالمجرية: Hende Csaba)‏ (و. 1960  م) هو سياسي، ومحامي مجري، ولد في زومباثلي، هو عضوٌ فيدس – الاتحاد المدني المجري.

## مناصب
تولى منصب عضو الجمعية الوطنية المجرية (منذ 6 مايو 2014)
- وزير الدفاع [الإنجليزية]‏ (29 مايو 2010–7 سبتمبر 2015)
- عضو الجمعية الوطنية المجرية

.

## التعليم
تعلم في جامعة أوتفوش لوراند (حتى 1984)
.